# Agrostophyllum longivaginatum
Agrostophyllum longivaginatum är en orkidéart som beskrevs av Oakes Ames. Agrostophyllum longivaginatum ingår i släktet Agrostophyllum och familjen orkidéer.
Artens utbredningsområde är Filippinerna. Inga underarter finns listade i Catalogue of Life.